# Dactylaea schizopetala
Dactylaea schizopetala là một loài thực vật có hoa trong họ Hoa tán. Loài này được (Franch.) Farille mô tả khoa học đầu tiên năm 1985.